# Davide De Pretto
Davide De Pretto, né le 19 avril 2002 à Thiene, est un coureur cycliste italien.

## Biographie
Que cela soit chez les juniors (moins de 19 ans) ou lors de sa première année chez les espoirs (moins de 23 ans) avec l'équipe Beltrami TSA-Tre Colli, Davide De Pretto ne s'illustre dans un premier temps qu'uniquement sur les courses du calendrier national. Pour la saison 2022, il rejoint l'équipe Zalf Euromobil Fior et décroche plusieurs succès dans son pays natal. En août, il obtient son premier résultat notable au niveau international avec la médaille de bronze au championnat d'Europe sur route espoirs lors d'un sprint massif. Il est ensuite stagiaire au sein de l'équipe World Tour BikeExchange-Jayco.
Au cours de la saison 2023, il remporte sa première victoire sur une course UCI lors du Trofeo Alcide Degasperi. Il termine également deuxième du Giro del Belvedere et troisième de Liège-Bastogne-Liège espoirs. Sur le Giro Next Gen (Tour d'Italie espoirs), il échoue de peu à remporter une victoire d'étape, mais gagne le classement par points.
En 2024, il rejoint le World Tour au sein de l'équipe australienne Jayco AlUla, deux ans après avoir été stagiaire avec cette formation.

## Palmarès sur route

### Par années
- 2019
  - Coppa Pietro Linari
  - 2e de la Coppa Montes
  - 2e du Gran Premio dell'Arno
  - 3e du Gran Premio Sportivi di Sovilla
- 2022
  - Grand Prix San Giuseppe
  - Zanè-Monte Cengio
  - 2e du Giro del Medio Brenta
  - 2e du Gran Premio Capodarco
  - 2e du Grand Prix de la ville de Pontedera
  - 2e de Bassano-Monte Grappa
  - 2e du Trofeo Menci Spa
  -  Médaillé de bronze du championnat d'Europe sur route espoirs
- 2023
  - Trofeo Alcide Degasperi
  - Grand Prix Colli Rovescalesi
  - 2e du Giro del Belvedere
  - 3e de Liège-Bastogne-Liège espoirs
  - 3e du Grand Prix San Giuseppe
  - 3e du Trofeo Piva
  - 9e du championnat d'Europe sur route espoirs
- 2024
  - 1re étape du Tour d'Autriche

### Résultats sur les grands tours

#### Tour d'Italie
1 participation
- 2025 : 77e

### Classements mondiaux
| Année                                 | 2022 | 2023 | 2024 |
| ------------------------------------- | ---- | ---- | ---- |
| Classement mondial                    | 436e | 518e | 200e |
| UCI Europe Tour                       | 348e | nc   | nc   |
|                                       |      |      |      |
| Légende : nc = non classéSource : UCI |      |      |      |

## Palmarès en cyclo-cross
- 2019-2020
  -  Champion d'Italie de cyclo-cross juniors
  - 6e du championnat d'Europe de cyclo-cross juniors